# كريس لورنس
كريس لورنس (بالإنجليزية: Chris Laurence)‏ هو عازف جاز بريطاني، ولد في 6 يناير 1949 في لندن الكبرى في المملكة المتحدة.

## وصلات خارجية
- كريس لورنس على موقع IMDb (الإنجليزية)
- كريس لورنس على موقع ميوزك برينز (الإنجليزية)
- كريس لورنس على موقع أول ميوزيك (الإنجليزية)
- كريس لورنس على موقع ديسكوغز (الإنجليزية)
- كريس لورنس على موقع قاعدة بيانات الفيلم (الإنجليزية)